# 任维清
任维清（？—），男，新加坡华裔数学家，新加坡国立大学教授。

## 生平
1994年本科毕业于南京大学，1997及1999年分别获南京大学和香港科技大学硕士学位，2002年毕业于纽约大学科朗研究所获博士学位，2011年起在新加坡国立大学数学系担任教授。

## 获奖
2007年获斯隆奖，2015年荣获第十一届冯康科学计算奖。